# Tore Browaldhs professur i internationell ekonomi

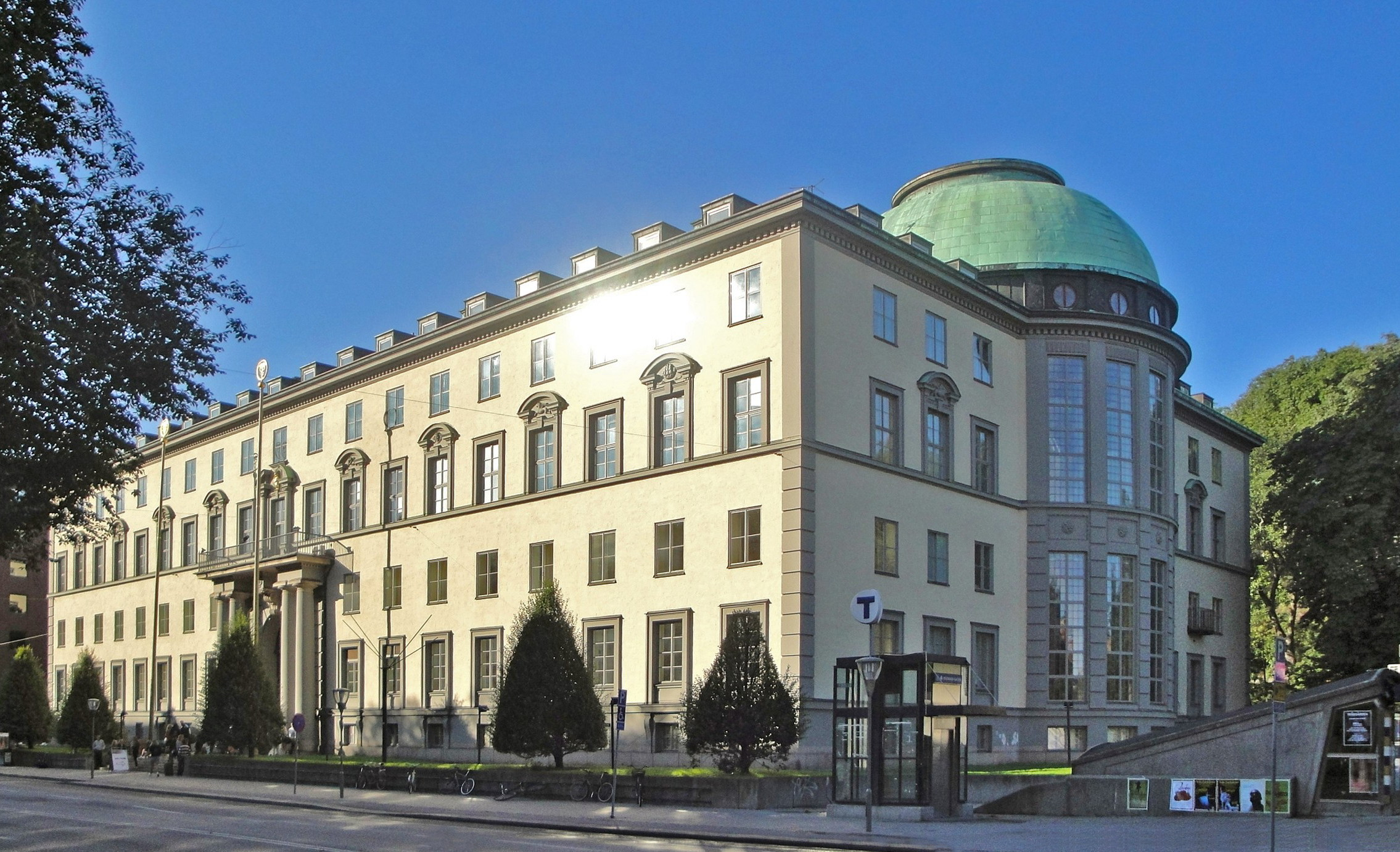
Tore Browaldhs professur i internationell ekonomi är en donationsprofessur vid Handelshögskolan i Stockholm

Tore Browaldhs professur i internationell ekonomi är en donationsprofessur vid Handelshögskolan i Stockholm. Professuren inrättades år 1988 genom en donation från Tore Browaldhs stiftelse, en av Handelsbanksstiftelserna. Tore Browaldh var VD för Handelsbanken 1955-1966, styrelseordförande -1978 och vice ordförande 1978–1988. Nuvarande innehavare av professuren är professor Paul S Segerstrom vid Handelshögskolan i Stockholm.

## Innehavare
1. Staffan Burenstam Linder 1988-1995
2. Paul S Segerstrom 2000-